# Aurizon
Pour l’article ayant un titre homophone, voir horizon.
Aurizon est une entreprise de transports de marchandise ferroviaire australienne. Elle était précédemment détenue par le gouvernement du Queensland en étant une partie de Queensland Rail. L'entreprise est spécialisée notamment dans le transport de charbon et de minerai de fer.

## Histoire
En mai 2014, Baosteel et Aurizon lance une OPA commune de 1,3 milliard de dollars, sur l'entreprise minière australienne Aquila.
En octobre 2021, Aurizon annonce l'acquisition de One Rail Australia pour 2,35 milliards de dollars australiens.